# Louise-Noëlle Malclès
Pour les articles homonymes, voir Malclès.
Louise-Noëlle Malclès (1899 - 1977) est une bibliographe, bibliothécaire et documentaliste française.

## Biographie
Louise-Noëlle Malclès nait le 20 septembre 1899 à Constantinople, alors dans l'Empire ottoman, dans une famille d'artistes et de scientifiques. En France, elle étudie à l'université de Clermont-Ferrand, où elle obtient une licence de sciences en 1923. Elle prépare ensuite à Paris le certificat d'aptitude aux fonctions de bibliothécaire (CAFB), auquel elle est reçue première. À l'automne 1927, elle est nommée à la bibliothèque de l'université de Lyon puis obtient une mutation en 1928 à la bibliothèque de la Sorbonne à Paris.
Elle développe une expertise relative aux outils bibliographiques et crée en 1932-1933 la salle de bibliographie de la bibliothèque de la Sorbonne. En 1933 et 1935, elle voyage en Allemagne, à Berlin et Leipzig, et se concentre notamment sur les catalogues de la bibliothèque nationale. Elle se rend également dans plusieurs pays européens où elle poursuit cette activité. À partir de 1950, elle commence la publication d'ouvrages bibliographiques basés sur son expérience. Elle élabore également des rapports d'activité bibliographique pour l'UNESCO et se consacre à l'enseignement. Elle participe aux associations et congrès de bibliothécaires : de 1931 à 1934, elle est notamment secrétaire de l'Association des bibliothécaires français (ABF). 
Décorée de la Légion d'honneur (au grade d'officier) en 1968, elle prend sa retraite l'année suivante à Avignon où elle meurt le 27 mars 1977.

## Ouvrages
- 1950 : Les Sources du travail bibliographique (3 tomes en 4 volumes), Droz.
- 1954 : Cours de bibliographie
- 1954 : Les services bibliographiques dans le monde : premier et second rapports annuels 1951-1952,  1952-1953 (1er septembre-31 août). Paris : UNESCO, 1954.
- 1956 : La bibliographie. Presses universitaires de France, 1956.
- 1960 : La Bibliographie
- 1970 : Manuel de bibliographie